# D. B. Woodside

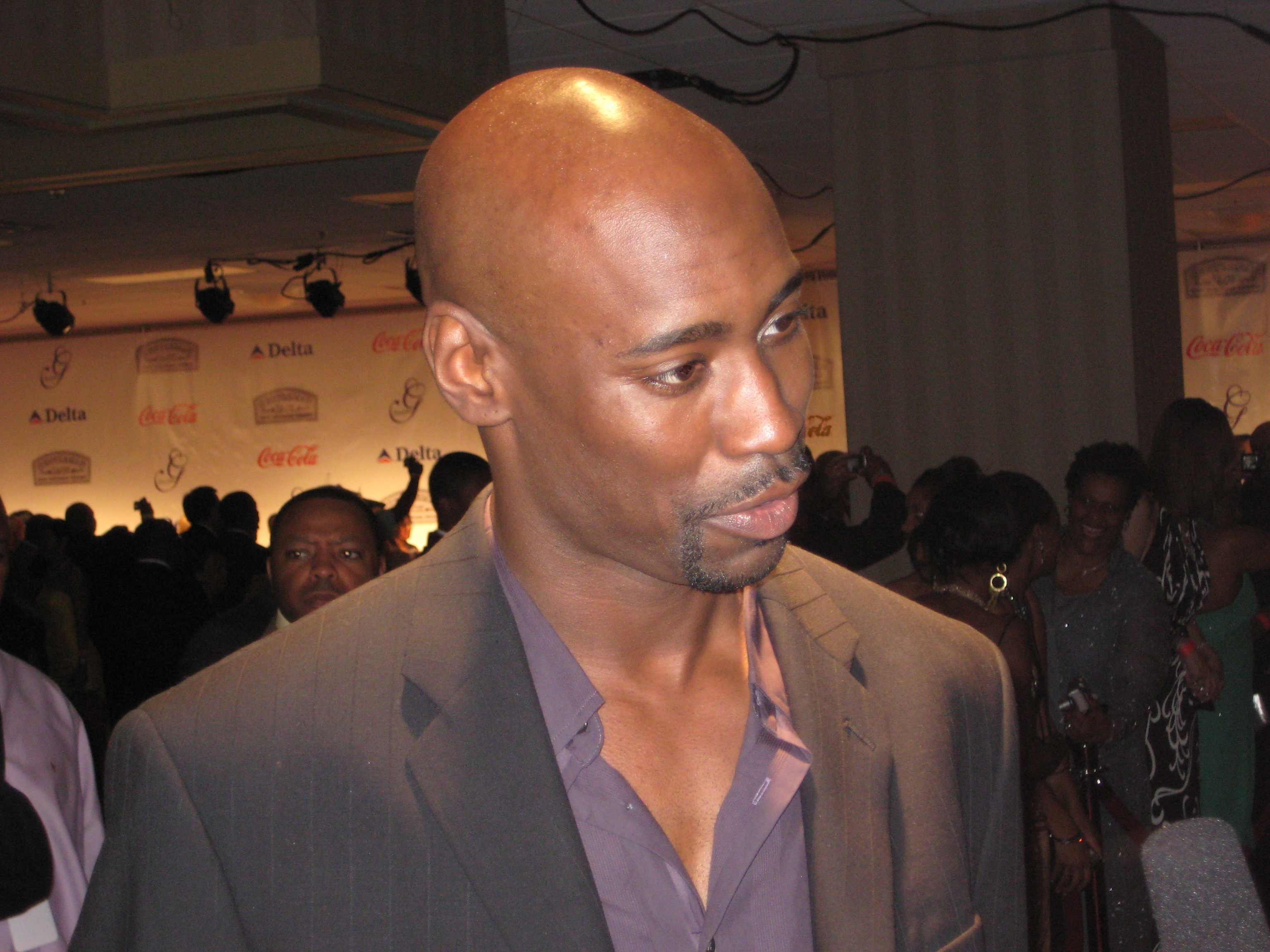
D. B. Woodside (2007)

David Bryan „D.B.“ Woodside (* 25. Juli 1969 in New York City, New York) ist ein US-amerikanischer Schauspieler und Regisseur.

## Leben
D.B. Woodside hatte 1996 seinen ersten Fernsehauftritt in der Serie Murder One in der Rolle des Aaron Mosley. In verschiedenen Serien trat er als Gastdarsteller auf. Seine Rolle im Film Romeo Must Die als Film-Bruder von Aaliyah war seine bisher größte Filmrolle.
2002 bis 2003 konnte man ihn in der Serie Buffy – Im Bann der Dämonen als Schuldirektor Robin Wood, den Sohn einer Jägerin, sehen. In der dritten Staffel von 24 spielte Woodside den Bruder des Präsidenten, Wayne Palmer. Darauf folgend hatte er einige Gastauftritte in der fünften Staffel und hatte sich in der sechsten Staffel als fester Serienbestandteil etabliert. Von 2016 bis 2021 spielte er durchgehend die Rolle des Engels Amenadiel in der Serie Lucifer.
An der University at Albany machte Woodside seinen Bachelor of Arts und erlangte einen Master of Fine Arts an der Yale School of Drama.
Zusammen mit Golden Brooks hat Woodside eine 2009 geborene Tochter.

## Filmografie (Auswahl)
- 1996–1997: Murder One (Fernsehserie)
- 1997: Practice – Die Anwälte (The Practice, Fernsehserie)
- 1998: The Temptations – Aufstieg in den Pop-Olymp (The Temptations)
- 2000: Romeo Must Die
- 2001: The Division (Fernsehserie)
- 2002: Noch mal mit Gefühl (Once and Again, Fernsehserie)
- 2002–2003: Buffy – Im Bann der Dämonen (Buffy the Vampire Slayer, Fernsehserie)
- 2003–2007: 24 (Fernsehserie)
- 2004: JAG – Im Auftrag der Ehre (JAG, Fernsehserie, 1 Folge)
- 2007: Grey’s Anatomy (Fernsehserie, 1 Folge)
- 2008: Numbers – Die Logik des Verbrechens (Numbers, Fernsehserie, 1 Folge)
- 2009: Lie to Me (Fernsehserie, 1 Folge)
- 2009: Private Practice (Fernsehserie, 2 Folgen)
- 2009: Hawthorne (HawthoRNe, Fernsehserie)
- 2009: Castle (Fernsehserie, 1 Folge)
- 2009: Monk (Fernsehserie, 2 Folgen)
- 2010–2011: Hellcats (Fernsehserie)
- 2011–2012: Parenthood (Fernsehserie)
- 2011–2014: Single Ladies (Fernsehserie)
- 2014–2015: Suits (Fernsehserie)
- 2015: Der Kaufhaus Cop 2 (Paul Blart: Mall Cop 2)
- 2016–2021: Lucifer (Fernsehserie, 80 Folgen)
- 2019: S.W.A.T (Fernsehserie, Folge 1x22)
- 2023: The Night Agent (Fernsehserie, 7 Folgen)
- 2023: The Perfect Find
- 2023: 9-1-1: Lone Star (Fernsehserie, 6 Folgen)
- 2024: Desert Road